# Aldana Cometti
Aldana Cometti (Buenos Aires, Argentina, 3 de marzo de 1996) es una futbolista argentina. Juega como defensora en el Madrid CFF de la Primera División de España y es internacional con la selección argentina.
En el 2018 formó parte del combinado albiceleste que ganó el repechaje contra Panamá para disputar el Mundial de Francia 2019. Ese mismo año obtuvo por primera vez la Copa Libertadores Femenina 2018 con el Atlético Huila de Colombia.

## Trayectoria
Desde el 2006 hasta el 2009 formó parte del equipo del Club Atlético Excursionistas, en cuyas divisiones inferiores dio sus primeros pasos como futbolista. En 2008 formó parte del plantel de menores del Club Atlético Independiente que participó de los Juegos Bonaerenses disputados en Mar del Plata. Entre 2008 y 2011 dejó la práctica del fútbol federado para dedicarse al hockey, retomando la actividad en 2011 en el equipo de fútbol sala de Arsenal de Sarandí. En 2012 pasó a formar parte del equipo de Club Atlético Independiente, con el que debutó en la Primera División del Fútbol Femenino de su país natal,. Entre enero y junio de 2014 militó en el Club Atlético River Plate, pasando a las filas del Club Atlético Boca Juniors en el verano de 2014.
En las filas del equipo xeneize logró su primer título de clubes, la Supercopa Argentina, en 2015. Se mantuvo en la institución hasta el verano de 2016.
Dio el salto a España para jugar en la Segunda división, en las filas del Granada CF, durante la temporada 2016/17. Alcanzó la segunda plaza en su grupo, quedándose fuera de la lucha por el ascenso de categoría.
Regresó a Sudamérica para enrolarse en el proyecto del Club Deportivo Atlético Huila desde el verano de 2017 hasta finales del año 2018. Después de conquistar la Copa Libertadores fue fichada por el Sevilla Fútbol Club, volviendo nuevamente a Europa. En el equipo andaluz se ha estrenado en la máxima categoría del fútbol español, la Liga Femenina Iberdrola, asentándose como titular nada más incorporarse.
En julio de 2020, anunció su fichaje en el Levante Unión Deportiva en un contrato por dos años en la institución.

## Participación en Copa Libertadores
Se estrenó en la Copa Libertadores Femenina con Boca Juniors en la edición de 2014, no pudiendo alcanzar las semifinales. Volvió a disputarla con el Club Deportivo Atlético Huila en el año 2018. Marcó el primer gol del club colombiano en la competición, que finalmente se adjudicó al superar por penaltis en la final al Santos de Brasil.

## Selección nacional
Fue convocada por primera vez con el equipo nacional de su país sub-17 en 2011, estrenándose en competición oficial en el Sudamericano sub-17 de 2012. Con el combinado sub-20 albiceleste disputó las ediciones del torneo continental en 2014 y 2015. Entremedias, debutó con la selección mayor el 8 de marzo de 2014 ante Chile en el primer partido de los Juegos Odesur, conquistando la medalla de oro al final del torneo.
Ha formado parte del plantel en cuatro ediciones de la Copa América, primero en 2014, segundo en la 2018, en 2022 y en 2025. En estas tres últimas logró la medalla de bronce; en 2018 le reportó el derecho a disputar el repechaje por una plaza en el Copa Mundial Femenina de Fútbol de Francia 2019, en el que Argentina logró un lugar en el torneo después de participar por última vez en 2007 y en 2022 la clasificación directa a la Copa Mundial Femenina de Fútbol de 2023. En la edición 2025 Cometti anotó dos goles (uno ante Chile en la fase de grupos y otro ante Uruguay en el partido por el tercer puesto).
El 8 de julio de 2023 es confirmada dentro de la lista de 23 convocadas para la Copa Mundial Femenina de Fútbol de 2023, siendo este su segundo mundial con el seleccionado mayor.

#### Participaciones en Copas del Mundo
| Torneo               | Sede                     | Resultado    | Partidos | Goles | Asistencias |
| -------------------- | ------------------------ | ------------ | -------- | ----- | ----------- |
| Copa Mundial de 2019 | Francia                  | Primera fase | 3        | 0     | 0           |
| Copa Mundial de 2023 | Australia/ Nueva Zelanda | Primera fase | 3        | 0     | 0           |

#### Estadísticas
Datos actualizados al último partido jugado el 1 de agosto de 2025.
| Selección | Año   | Amistoso | Amistoso | Copa América | Copa América | Repechaje | Repechaje | Mundial | Mundial | Juegos Panamericanos | Juegos Panamericanos | Juegos Suramericanos | Juegos Suramericanos | Copa Oro | Copa Oro | Total | Total |
| Selección | Año   | PJ       | G        | PJ           | G            | PJ        | G         | PJ      | G       | PJ                   | G                    | PJ                   | G                    | PJ       | G        | PJ    | G     |
| --------- | ----- | -------- | -------- | ------------ | ------------ | --------- | --------- | ------- | ------- | -------------------- | -------------------- | -------------------- | -------------------- | -------- | -------- | ----- | ----- |
| Argentina |       |          |          |              |              |           |           |         |         |                      |                      |                      |                      |          |          |       |       |
| 2014      | 3     | 0        | 7        | 1            | 0            | 0         | 0         | 0       | 0       | 0                    | 4                    | 0                    | 0                    | 0        | 14       | 1     |       |
| 2017      | 2     | 0        | 0        | 0            | 0            | 0         | 0         | 0       | 0       | 0                    | 0                    | 0                    | 0                    | 0        | 2        | 0     |       |
| 2018      | 4     | 2        | 7        | 0            | 2            | 0         | 0         | 0       | 0       | 0                    | 0                    | 0                    | 0                    | 0        | 13       | 2     |       |
| 2019      | 7     | 0        | 0        | 0            | 0            | 0         | 3         | 0       | 5       | 1                    | 0                    | 0                    | 0                    | 0        | 15       | 1     |       |
| 2021      | 9     | 0        | 0        | 0            | 0            | 0         | 0         | 0       | 0       | 0                    | 0                    | 0                    | 0                    | 0        | 9        | 0     |       |
| 2022      | 7     | 0        | 4        | 0            | 0            | 0         | 0         | 0       | 0       | 0                    | 0                    | 0                    | 0                    | 0        | 11       | 0     |       |
| 2023      | 7     | 2        | 0        | 0            | 0            | 0         | 3         | 0       | 5       | 1                    | 0                    | 0                    | 0                    | 0        | 15       | 3     |       |
| 2024      | 4     | 0        | 0        | 0            | 0            | 0         | 0         | 0       | 0       | 0                    | 0                    | 0                    | 4                    | 0        | 8        | 0     |       |
| 2025      | 6     | 0        | 5        | 2            | 0            | 0         | 0         | 0       | 0       | 0                    | 0                    | 0                    | 0                    | 0        | 11       | 2     |       |
| Total     | Total | 49       | 4        | 23           | 3            | 2         | 0         | 6       | 0       | 10                   | 2                    | 4                    | 0                    | 4        | 0        | 98    | 9     |

#### Goles internacionales
Listado de goles anotados con la Selección mayor. 
| n.º | Fecha                    | Lugar                                                      | Rival         | Gol   | Resultado      | Competición               |
| --- | ------------------------ | ---------------------------------------------------------- | ------------- | ----- | -------------- | ------------------------- |
| 1.  | 20 de septiembre de 2014 | Estadio Jorge Andrade Cantos, Azogues, Ecuador             | Brasil        | 1 – 0 | 2 – 0          | Copa América 2014         |
| 2.  | 30 de agosto de 2018     | Estadio Centroamericano de Mayagüez, Mayagüez, Puerto Rico | Puerto Rico   | 2 – 0 | 3 – 0          | Amistoso internacional    |
| 3.  | 30 de agosto de 2018     | Estadio Centroamericano de Mayagüez, Mayagüez, Puerto Rico | Puerto Rico   | 3 – 0 | 3 – 0          | Amistoso internacional    |
| 4.  | 6 de agosto de 2019      | Estadio San Marcos, Lima, Perú                             | Paraguay      | 2 – 0 | 3 – 0          | Juegos Panamericanos 2019 |
| 5.  | 20 de febrero de 2023    | Estadio Waikato, Hamilton, Nueva Zelanda                   | Nueva Zelanda | 2 – 0 | 2 – 0          | Amistoso internacional    |
| 6.  | 6 de abril de 2023       | Estadio Mario Alberto Kempes, Córdoba, Argentina           | Venezuela     | 1 – 1 | 1 – 1          | Amistoso internacional    |
| 7.  | 25 de octubre de 2023    | Estadio Elías Figueroa Brander, Valparaíso, Chile          | Bolivia       | 1 – 0 | 3 – 0          | Juegos Panamericanos 2023 |
| 8.  | 18 de julio de 2025      | Estadio Banco Guayaquil, Quito, Ecuador                    | Chile         | 2 – 1 | 2 – 1          | Copa América 2025         |
| 9.  | 1 de agosto de 2025      | Estadio Rodrigo Paz Delgado, Quito, Ecuador                | Uruguay       | 1 – 0 | 2 – 2 (5:4 p.) | Copa América 2025         |

## Palmarés

### Campeonatos nacionales
| Título    | Club         | País      | Año  |
| --------- | ------------ | --------- | ---- |
| Supercopa | Boca Juniors | Argentina | 2015 |

### Campeonatos internacionales
| Título            | Club           | País     | Año  |
| ----------------- | -------------- | -------- | ---- |
| Copa Libertadores | Atlético Huila | Colombia | 2018 |